# Uwertura koncertowa
Uwertura koncertowa – rodzaj uwertury. O ile klasyczna uwertura stanowi wstęp do utworu (opery, oratorium, kantaty itp.), o tyle uwertura koncertowa stanowi dzieło samodzielne, kompletne. Z takim rodzajem uwertury spotykamy się w XIX i XX wieku.
Uwertury koncertowe utrzymane są zazwyczaj w formie sonatowej. Do kategorii uwertur koncertowych możemy zaliczyć te pisane do dramatów mówionych (np. Coriolan i Egmont L. van Beethovena) lub na okolicznościowe ceremonie (np. beethovenowska uwertura Poświęcenie domu (Die Weihe des Hauses), napisana na uroczystość otwarcia wiedeńskiego teatru Josephstädter), które z uwagi ma wysoką wartość artystyczną weszły na stałe do repertuaru koncertowego. 
Większość uwertur koncertowych ma charakter programowy.